# Louis Charles Émile Lortet
Louis Charles Émile Lortet, (Oullins, 22 de agosto de 1836 – Lyon, 26 de dezembro de 1909)  foi um médico, botânico, zoólogo, aventureiro e esportista francês.

## Biografia
Foi apaixonado por assuntos muito diversos, tais como a fisiologia humana em altitudes ou a mumificação dos animais.
Tornou-se, após a  criação da Faculdade, o primeiro decano da Faculdade Mista de Medicina e Farmácia de Lyon. Foi membro da "Sociedade de Medicina de Lyon".
Foi ao mesmo  tempo professor de história natural na  Faculdade de Medicina e professor de zoologia da Faculdade das Ciências, realizando  viagens de estudos à Síria e ao  Egipto, onde estudou as técnicas de mumificação, a fauna e os costumes locais.

## Obras
- Fauna mumificada do antigo Egito
- A verdade (Nécropole de Khozan)
- Investigações sobre a velocidade do curso do sangue nas artérias do cavalo através de  um novo hematógrafo, 1867
- A Siria de hoje. Viagens  a Fenícia, ao Líbano e a Judéia. 1875-1880 (1881)
- Nota sobre a  Rhizoprion bariensis (Jourdan)
- Passagem dos leucócitos através das membranas orgânicas (1867)
- Investigação sobre os mastodontes e as faunas mamalógicas que os acompanham  (1878)
- Os répteis fósseis da bacia do Rio Ródano (1892)

## Ligação externa
- Sítio do Museu de anatomia Testut Latarjet de Lyon  Biografia de Lortet ( em francês)